# Jung RC 43 C
Als Typenreihe Jung RC 43 C werden dreiachsige dieselhydraulische Lokomotiven der Lokomotivfabrik Jung bezeichnet, die in fünf Exemplaren zwischen 1970 und 1974 hergestellt und im mittleren Rangier- und leichten Güterzugdienst eingesetzt wurden.
Die Typenreihe ist zusammen mit der Jung RC 70 BB und der Jung RC 25 B entwickelt worden und stellt die letzte Entwicklungsstufe von Diesellokomotiven des Herstellers dar. Die Lokomotiven sind im Wesentlichen heute noch vorhanden.

## Geschichte
Mit dieser Lokomotive wurden vom Hersteller mittelstarke Rangierlokomotiven auf den Markt gebracht, die die letzte Entwicklungsstufe von Diesellokomotiven von Jung waren. In die Produktion flossen der Gelenkwellenantrieb, eine Achsfederung mit Megi-Federung und ein Strömungswendegetriebe ein. Einige Lokomotiven erhielten eine Funkfernsteuerung. Die Bezeichnung der Lokomotive gibt die Bauart RC, ungefähr ein Zehntel der Motorleistung in PS und die Achsfolge wieder.
Von der Loktype wurden fünf Maschinen gebaut, von denen
- der Hafen (Düsseldorf) zwei Lokomotiven,
- die Industrie- und Hafenbahn Neukölln, eine Firma der Schlackenverwertung in Duisburg-Rheinhausen und der Holzmüller Seehafenbetrieb je eine Lokomotive erhielten.[3]

## Technik
Die Lok besitzt zwei ungefähr gleich große, kurze Vorbauten für den Motor und die Hilfsbetriebe, zwischen denen der Führerstand liegt. Dies ermöglicht eine gute Streckensicht des Lokführers. Das Strömungsgetriebe ist unterhalb des Führerstandsbodens angeordnet.
Die neue Maschinenanlage besteht aus einem Sechszylinder-Viertakt-Dieselmotor von MTU und einem Strömungswendegetriebe. Am Getriebe angeschraubt war noch ein Stufengetriebe für Rangier- bzw. Streckengang.
Vorbauten und Führerstand waren gelb, der Rahmen schwarz und das Fahrwerk grau.

## Einsatz
Im Betrieb traten hohe Temperaturen im Führerstand sowie Probleme mit der Dichtigkeit der Achsgetriebe auf.

### Industrie- und Hafenbahn Neukölln
Die erste Lokomotive wurde an die Industrie- und Hafenbahn Neukölln geliefert. Sie war ebenso wie die zweite Lokomotive für die Düsseldorfer Hafenbahn mit einem Motor von 385 PS Leistung ausgerüstet. Alle anderen Lokomotiven hatten eine Leistung von 400 PS.
Die Lokomotive wurde 1989 von der Industriebahn Berlin übernommen und gelangte 1994 zu der Neukölln-Mittenwalder Eisenbahn. Sie erhielt hier die Bezeichnung ML 00612. 2020 wurde sie an die Misburger Hafengesellschaft in Hannover verkauft, die sie mit der Nummer 4 einsetzt.